# Dictyna bellans hatchi
Dictyna bellans là một phân loài nhện trong họ Dictynidae.
Loài này thuộc chi Dictyna. Dictyna bellans hatchi được miêu tả năm 1948 bởi Jones.